# Berengar af Tours
Berengar af Tours (født ca. 998, død 6. januar 1088) var en middelalderlig teolog, der studerede under den biskop Fulbert ved domskolen i Chartres, der var velkendt i samtiden. Ved studiet af klassikerne opnåede han et friere syn på flere ting og også en dialektisk skoling, som han brugte i sin bedømmelse af de overleverede, teologiske læresætninger. I samtiden blev han desuden berømt for sin indsigt i lægevidenskaben og for sine betydelige evner som digter.
I 1040 blev han domherre ved domkirken i Tours og ærkediakon i Angers, hvor han ejede store godser. På grund af sin vindende personlighed og sin lærdom blev Berengar årsagen til, at domskolen i Tours fik et stort ry, som kun den normanniske klosterskole i Bec kunne måle sig med. Hans selvstændige opfattelse af flere ting vakte ganske vist gejstlighedens opmærksomhed, men det var hans udtalelser om nadveren, der bragte ham på kant med myndighederne. Han havde nemlig opdaget, at transsubstantiationslæren var en opfindelse af "en ikke meget klart tænkende munk (Radbertus) i Karl den Skaldedes dage", og ved studiet af kirkefædrene havde han fået den overbevisning, at nadveren er en åndelig nydelse, et tegn eller et pant på frelsen ved Kristi død. Det skrev han i 1049 om i et brev til Lanfrank, forstanderen for klosterskolen i Bec. Han fremlagde brevet på påskesynoden i Rom i 1050, hvor det blev fordømt. Berengar blev indstævnet til synoden i Vercelli samme år, men på vejen dertil blev han fængslet af kong Henrik 1. af Frankrig, og synoden dømte ham i hans fravær.
Berengar lod sig dog ikke skræmme, end ikke da man beskyldte ham for at nære kætterske meninger om barnedåben og ægteskabet. I 1059 blev han stævnet til Rom, hvor en synode tvang ham til at tilbagekalde sin nadverlære, men efter sin hjemkomst fremsatte han den på ny og kaldte paven (Nikolaus II) for et nul og sine modstandere dumrianer. Striden blev mere og mere voldsom, indtil han på påskesynoden i Rom 1079 atter lod sig tvinge til at tilbagekalde sin opfattelse. De sidste år levede han på øen Saint-Cosme ved Tours, hvor han blev æret næsten som en helgen og stadig uden at have skiftet mening.
1. ↑  Navnet er anført på engelsk og stammer fra Wikidata hvor navnet endnu ikke findes på dansk.